# 표백제

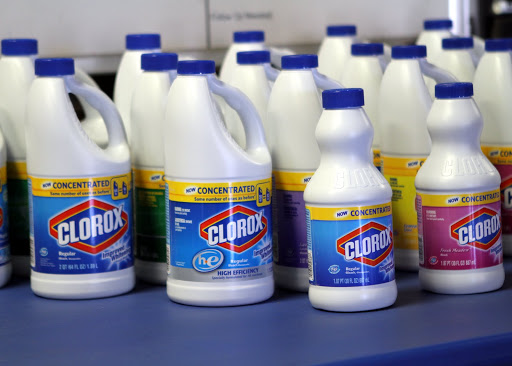
크로락스 표백제.

표백제(漂白劑)는 색소를 탈색하여 희게 하는 약품이다. 세탁용 표백제는 옷 색깔을 선명하게 하는 데 사용하며, 살균제로 이용하기도 한다. 화학표백제와 광표백제가 있는데, 화학표백제는 색을 거의 없애거나 완전히 없애며 광표백제는 누렇게 변색된 부분을 가려주는 것으로, 세탁용 합성세제에 대부분 들어 있다.
표백제는 천연 색소 등 수많은 색깔의 유기화합물과 반응함으로써 동작하며 이를 무색으로 바꾸어준다. 대부분의 표백제가 산화제(다른 분자로부터 전자를 제거하는 물질)이지만 일부는 환원제이다.

## 표백제 계열
대부분의 산업 및 가정용 표백제는 3개의 계열에 속한다:
- 염소 기반 표백제
- 과산화물 기반 표백제
- 이산화황 기반 표백제

### 염소 기반 표백제
가장 일반적인 염소 기반 표백제는 다음과 같다:
- 차아염소산나트륨 (NaClO)
- 표백제 파우더 (이전 명칭: "chlorinated lime")[1]
- 염소 기체 (Cl
2)
- 이산화 염소 (ClO
2)

### 과산화물 기반 표백제
- 과산화 수소 그 자체 (H
2O
2).
- 과탄산소다 (Na
2H
3CO
6)
- 과붕산 나트륨 (Na
2H
4B
2O
8).
- 과산화아세트산 (H
3CC(O)OOH).
- 과산화벤조일 ((C
6H
5COO)
2).
- 오존 (O
3).
- 과황화칼륨 (K2 S2O8) 및 기타 과산화염.
- 과망간산염 (예: 과망가니즈산 칼륨 (KMnO4)).

## 같이 보기
- 하이포아염소산 칼슘
- 과산화 수소
- 치아 미백